# 13192 Quine
13192 Quine (1997 BU5) là một tiểu hành tinh vành đai chính được phát hiện ngày 31 tháng 1 năm 1997 bởi P. G. Comba ở Prescott.